# Carlos Veiga
Carlos Alberto Wahnon de Carvalho Veiga (n. Mindelo, Cabo Verde, 21 de octubre de 1949) es un abogado y político caboverdiano que ejerció como primer ministro de Cabo Verde desde el 4 de abril de 1991 hasta el 29 de julio de 2000. Fue fundador y líder del Movimiento para la Democracia, partido que condujo a la victoria en las elecciones parlamentarias de 1991, inaugurales de la democracia en el país luego del fin del régimen socialista de partido único conducido por el Partido Africano de la Independencia de Cabo Verde, convirtiéndose en el primer jefe de gobierno democráticamente electo en la historia caboverdiana.

## Biografía

### Primeros años
Veiga nació en 1949, en Mindelo, cuando Cabo Verde era aún una provincia portuguesa. Estudió en la Universidad de Lisboa, en la cual se graduó con un grado en derecho. Después de vivir brevemente en el África Occidental Portuguesa (actual Angola), Veiga regresó a Cabo Verde al momento de su independencia (al igual que la de Angola y las demás colonias) en 1975, para unirse al Partido Africano para la Independencia de Guinea y Cabo Verde, en ese momento partido único del país. Trabajó en el Ministerio de Administración Pública entre 1975 y 1980. Poco después, abandonó el partido y reanudó su carrera legal entre 1982 y 1986.

### Carrera política
En 1985, en las últimas elecciones unipartidistas del país, se presentó como candidato independiente, siendo elegido para la Asamblea Nacional. Más tarde, en 1990, con la llegada del multipartidismo, fue elegido para ser Presidente del nuevo partido opositor, el centrista Movimiento para la Democracia. Después de las elecciones parlamentarias de 1991, en las cuales el MpD obtuvo una amplia victoria, el hasta entonces Primer ministro, Pedro Pires, dimitió y fue suplantado por Veiga, quien fue jefe de gobierno durante todo el mandato presidencial de António Mascarenhas Monteiro.
Después de nueve años en el cargo, Veiga renunció también en julio de 2000 para poder presentarse como candidato del MpD en las elecciones presidenciales de 2001, ya que Monteiro no podía presentarse a la reelección al haber cumplido dos mandatos. Fue sucedido por Gualberto do Rosário. En la primera vuelta, Veiga recibió el 45.83% de los votos, quedando muy poco por detrás de Pedro Pires, quien recibió el 46.52%. Ninguno de los dos candidatos recibió la mayoría absoluta, por lo que se hizo una segunda vuelta, en la que Pires derrotó a Veiga con tan solo 12 votos, quedando ambos con el 50% de los sufragios.
Veiga volvió a presentarse como candidato en las elecciones de 2006, en las que también fue derrotado por Pires, esta vez en primera vuelta, pero también con una diferencia muy pequeña de votos.
En 2021 postuló a la Presidencia del país y fue derrotado en las elecciones de ese año por José Maria Neves.